# Conrad Dubai
Conrad Dubai, en los Emiratos Árabes Unidos, es un hotel de lujo de 51 plantas. Situado en el centro comercial de Dubái, en Sheikh Zayed Road, el establecimiento se encuentra a 2 minutos a pie del World Trade Center Dubai y próximo al centro Financiero Internacional de Dubái y al Dubai Mall. Se inauguró oficialmente el 18 de septiembre de 2013.
El hotel Conrad Dubai cuenta con tres locales de comida y bebida: Ballaro, Bliss 6, Cave, Isla y Kimpo.